# Street Party
Street Party es el quinto álbum de estudio de la banda estadounidense de southern rock Black Oak Arkansas. Fue publicado en julio de 1974 a través de Atco Records. 

## Antecedentes
Aunque su primer éxito comercial fue en a principios de 1971, Black Oak Arkansas tuvo su sencillo de mayor éxito hasta la fecha con «Jim Dandy» de 1973. La canción fue escrita por Lincoln Chase, quien había encontrado el éxito como compositor con canciones como «Such a Night» y «The Clapping Song». Fue incluida en su álbum certificado de oro, High on the Hog.

## Lanzamiento
Street Party fue publicado en julio de 1974 a través del sello Atco Records y se convirtió en el quinto álbum de estudio de la banda. Se publicó como un LP de vinilo, con seis pistas en el “North Side” y siete pistas en el “South Side” del disco.
El álbum disfrutó de un gran éxito en las listas de álbumes de Estados Unidos, alcanzando el puesto número 56. Alcanzó el puesto número 52 en Canadá, mejorando el de su álbum High on the Hog, que alcanzó el puesto número 81.

## Recepción de la crítica
Un escritor no especificado de Record World declaró: “Los músicos sureños dispensan rock & roll con ágil gracia”. Un escritor no especificado de la revista Cash Box declaró: “Cada corte tiene la furia controlada que ha sido la marca registrada del grupo desde sus inicios... Como de costumbre, la voz de Jim Dandy es valiente e inspiradora y la música de la banda es larga y fuerte”.

## Lista de canciones
Todas las canciones escritas y compuestas por Black Oak Arkansas, excepto donde esta anotado. 
| North Side |                          |                                             |          |  |
| N.º        | Título                   | Escritor(es)                                | Duración |  |
| 1.         | «Dancing in the Street»  | Ivy Jo Hunter William Stevenson Marvin Gaye | 2:34     |  |
| 2.         | «Sting Me»               |                                             | 2:46     |  |
| 3.         | «Good Good Woman»        |                                             | 3:15     |  |
| 4.         | «Jail Bait»              |                                             | 2:24     |  |
| 5.         | «Sure Been Workin' Hard» |                                             | 3:20     |  |
| 6.         | «Son of a Gun»           |                                             | 4:28     |  |

| South Side |                                                       |                                          |          |  |
| N.º        | Título                                                | Escritor(es)                             | Duración |  |
| 1.         | «Brink of Creation»                                   |                                          | 0:30     |  |
| 2.         | «I'm a Man»                                           |                                          | 3:40     |  |
| 3.         | «Goin' Home»                                          |                                          | 3:21     |  |
| 4.         | «Dixie»                                               | tradicional, arr. por Black Oak Arkansas | 3:38     |  |
| 5.         | «Everybody Wants to See Heaven “Nobody Wants to Die”» |                                          | 3:03     |  |
| 6.         | «Hey Ya'll»                                           |                                          | 4:05     |  |
| 7.         | «Brink of Creation»                                   |                                          | 0:30     |  |

## Créditos y personal
Créditos adaptados desde las notas de álbum de Street Party.
Personal técnico
- Tom Dowd – productor
- Ron Albert  – ingeniero de audio
- Howie Albert – ingeniero de audio

Diseño
- Pacific Eye & Ear – diseño de portada
- Gino Rossi – fotografía
- Neil Zlozower – fotografía
- John Bagley – fotografía
- Gary Sloan – fotografía

## Posicionamiento
| Gráfica (1974)                            | Pico de posición |
| ----------------------------------------- | ---------------- |
| Canadá (RPM Top Albums)                   | 52               |
| Estados Unidos (Billboard Top LPs & Tape) | 56               |

## Certificaciones y ventas
| País                                                     | Certificación | Ventas   |
| -------------------------------------------------------- | ------------- | -------- |
| Estados Unidos (RIAA)                                    | Oro           | 500 000* |
| *cifras de ventas basadas únicamente en la certificación |               |          |